# چهاردهمین دوره جوایز اسکار

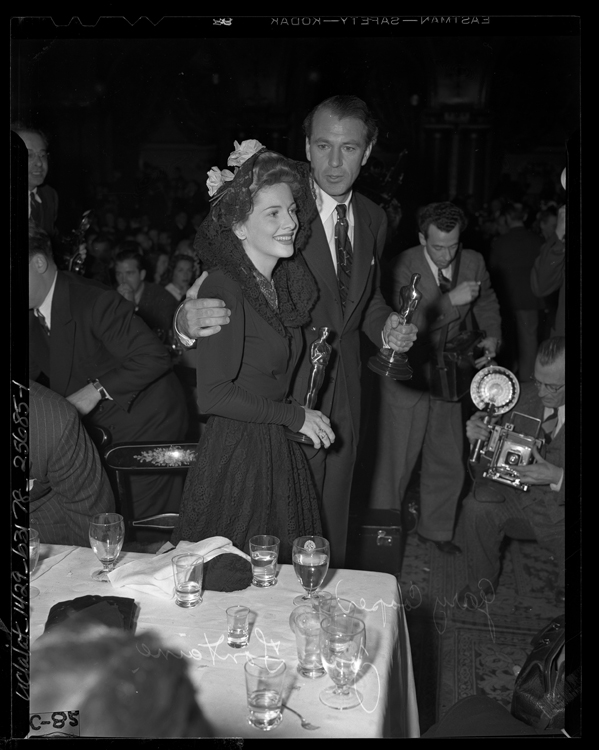
گری کوپر و جوآن فونتین با جوایزشان در چهاردهمین دوره جوایز اسکار، سال ۱۹۴۲.

چهاردهمین دوره مراسم اعطای جوایز اسکار (انگلیسی: 14th Academy Awards) در روز ۲۶ فوریه ۱۹۴۲ در هتل میلنیوم بیلتمور لوس آنجلس برگزار شد. در این مراسم بهترین فیلم‌های سال ۱۹۴۱ جهان به انتخاب آکادمی علوم و هنرهای تصاویر متحرک جایزه گرفتند.
باب هوپ مجری این مراسم بود.

## جوایز
| جایزه اسکار بهترین فیلم | جایزه اسکار بهترین کارگردانی |
| --- | --- |
| - دره من چه سرسبز بود - شکوفه در غبار - همشهری کین - آقای جردن وارد می‌شود - جلوی سحر را بگیرید - روباه‌های کوچک - شاهین مالت - یک پا در بهشت - گروهبان یورک - سوءظن | - جان فورد – دره من چه سرسبز بود - ویلیام وایلر – روباه‌های کوچک - الکساندر هال – آقای جردن وارد می‌شود - هاوارد هاکس – گروهبان یورک - اورسن ولز – همشهری کین |
| جایزه اسکار بهترین بازیگر نقش اول مرد | جایزه اسکار بهترین بازیگر نقش اول زن |
| - گری کوپر – گروهبان یورک - کری گرانت – سرناد پنی - والتر هیوستون – شیطان و دنیل وبستر - رابرت مونتگومری (بازیگر) – آقای جردن وارد می‌شود - اورسن ولز – همشهری کین | - جون فونتین – سوءظن - بت دیویس – روباه‌های کوچک - اولیویا دی هاویلند – جلوی سحر را بگیرید - گریر گارسون – شکوفه در غبار - باربارا استانویک – توپ آتش |
| جایزه اسکار بهترین بازیگر نقش مکمل مرد | جایزه اسکار بهترین بازیگر نقش مکمل زن |
| - دونالد کریسپ – دره من چه سرسبز بود - والتر برنان – گروهبان یورک - چارلز کوبرن – شیطان و خانم جونز - جیمز گلیسون – آقای جردن وارد می‌شود - سیدنی گرین‌استریت – شاهین مالت | - مری آستور – دروغ بزرگ - سارا آلگود – دره من چه سرسبز بود - پاتریسیا کالینج – روباه‌های کوچک - ترزا رایت – روباه‌های کوچک - مارگارت ویچرلی – گروهبان یورک |
| جایزه اسکار بهترین فیلم‌نامه غیراقتباسی | جایزه اسکار بهترین فیلم‌نامه اقتباسی |
| - همشهری کین – هرمن جی. منکیویچ و اورسن ولز - گروهبان یورک – جان هیوستون، هاوارد ئی کخ، Abem Finkel and Harry Chandlee - Tall, Dark and Handsome – کارل تانبرگ و Darrell Ware - شیطان و خانم جونز – نورمن کراسنا - تام، دیک و هری – پل جریکو | - آقای جردن وارد می‌شود – سیدنی باکمن و ستون ای. میلر - جلوی سحر را بگیرید – چارلز براکت و بیلی وایلدر - دره من چه سرسبز بود – فیلیپ دان - روباه‌های کوچک – لیلیان هلمن - شاهین مالت – جان هیوستون |
| Best Story | Best Documentary Short |
| - آقای جردن وارد می‌شود – Harry Segall - توپ آتش – بیلی وایلدر و Thomas Monroe - ملاقات با جان دو – ریچارد کانل and Robert Presnell Sr. - Night Train to Munich – Gordon Wellesley - بانو ایو – مانکتون هوفه | - جزیره چرچیل – هیئت ملی فیلم کانادا و یونایتد آرتیستس - Adventure in the Bronx – Film Associates - بمب‌افکن – U.S. Office for Emergency Management Film Unit and Motion Picture Committee Cooperating for National Defense - Christmas Under Fire – British Ministry of Information and وارنر برادرز - A Letter From Home – British Ministry of Information and یونایتد آرتیستس - Life of a Thoroughbred – Truman Talley and فاکس قرن بیستم - Norway in Revolt – The March of Time and آر.ک.ئو - A Place to Live – Philadelphia Housing Authority and Philadelphia Housing Association - Russian Soil – Amkino - Soldiers of the Sky – Truman Talley and فاکس قرن بیستم - War Clouds in the Pacific – هیئت ملی فیلم کانادا و مترو گلدوین مایر |
| جایزه اسکار بهترین فیلم کوتاه | جایزه اسکار بهترین فیلم کوتاه |
| - Of Pups and Puzzles – مترو گلدوین مایر - Army Champions – پیت اسمیت و مترو گلدوین مایر - Beauty and the Beach – پارامونت پیکچرز - Down on the Farm – پارامونت پیکچرز - Forty Boys and a Song – وارنر برادرز - Kings of the Turf – وارنر برادرز - Sagebrush and Silver – فاکس قرن بیستم | - Main Street on the March! – مترو گلدوین مایر - Alive in the Deep – Woodard Productions, Inc. - Forbidden Passage – مترو گلدوین مایر - The Gay Parisian – وارنر برادرز - The Tanks Are Coming – نیروی زمینی ایالات متحده آمریکا و وارنر برادرز |
| جایزه اسکار بهترین پویانمایی کوتاه | |
| - پنجه‌ای قرض بده – شرکت والت دیزنی و آر.ک.ئو - Boogie Woogie Bugle Boy of Company B – Walter Lantz Productions و یونیورسال استودیوز - Hiawatha's Rabbit Hunt – لیون شلسینگر و وارنر برادرز - How War Came – کلمبیا پیکچرز - The Night Before Christmas – مترو گلدوین مایر - Rhapsody in Rivets – لیون شلسینگر و وارنر برادرز - Rhythm in the Ranks – George Pal Productions and پارامونت پیکچرز - The Rookie Bear – مترو گلدوین مایر - سوپرمن (فیلم ۱۹۴۱) – مکس فلیشر و پارامونت پیکچرز - پلیس مدرسه دونالد – شرکت والت دیزنی و آر.ک.ئو | |
| جایزه اسکار بهترین موسیقی فیلم | جایزه اسکار بهترین موسیقی فیلم |
| - شیطان و دنیل وبستر – برنارد هرمن - Back Street – فرانک اسکینر - توپ آتش – آلفرد نیومن - همشهری کین – برنارد هرمن - Cheers for Miss Bishop – ادوارد وارد (تنظیم‌کننده) - دره من چه سرسبز بود – آلفرد نیومن - جلوی سحر را بگیرید – ویکتور یانگ - خانم‌های بازنشسته – موریس استولوف و ارنست توخ - پادشاه زامبی‌ها – ادوارد جی. کی - دکتر جکیل و آقای هاید – فرانتس واکسمن - لیدیه – میکلوش روژا - Mercy Island – سای فوئر و والتر شارف - گروهبان یورک – ماکس اشتاینر - So Ends Our Night – Louis Gruenberg - Sundown – میکلوش روژا - سوءظن – فرانتس واکسمن - Tanks a Million – ادوارد وارد (تنظیم‌کننده) - That Uncertain Feeling – ورنر ار. هیمان - روباه‌های کوچک – مردیت ویلسون - This Woman Is Mine – ریچارد هیجمن | - دامبو – فرانک چرچیل و اولیور والاس - All-American Co-Ed – ادوارد وارد (تنظیم‌کننده) - Birth of the Blues – رابرت ئی. دولان - Buck Privates – چارلز پره‌وین - Ice-Capades – سای فوئر - Sun Valley Serenade – امیل نیومن - سانی – Anthony Collins - The Chocolate Soldier – هربرت استوتهارت و برانیسلاو کاپر - زنی با موهای شرابی بلوند – هاینتس اریک رومهلد - تو هیچوقت ثروتمند نخواهی شد – موریس استولوف |
| جایزه اسکار بهترین ترانه | Best Sound Recording |
| - "The Last Time I Saw Paris" from Lady Be Good – Music by جروم کرن; Lyric by اسکار همرستاین دوم - "Out of the Silence" from All-American Co-Ed – Music and Lyric by Lloyd B. Norlin - "Blues in the Night" from Blues in the Night – Music by هارولد آرلن; Lyric by جانی مرسر - "Boogie Woogie Bugle Boy of Company B" from Buck Privates – Music by Hugh Prince; Lyric by Don Raye - "Baby Mine" from دامبو – Music by فرانک چرچیل; Lyric by ند واشینگتن - "Dolores" from Las Vegas Nights – Music by Louis Alter; Lyric by فرانک لسر - "Be Honest With Me" from Ridin' on a Rainbow – Music and Lyric by جین اتری و فرد رز (ترانه‌سرا) - "Chattanooga Choo Choo" from Sun Valley Serenade – Music by هری وارن; Lyric by ماک گوردن - "Since I Kissed My Baby Goodbye" from تو هیچوقت ثروتمند نخواهی شد – Music and Lyric by کول پورتر; | - آن خانم همیلتون – Jack Whitney, General Service Sound Department - Appointment for Love – Bernard B. Brown, یونیورسال استودیوز - توپ آتش – Thomas T. Moulton, Samuel Goldwyn Studio Sound Department - همشهری کین – جان او. آلبرگ, آر.ک.ئو - دره من چه سرسبز بود – ادموند اچ هانسن، فاکس قرن بیستم - گروهبان یورک – نیتن لوینسون, وارنر برادرز - چکاوک – Loren Ryder, پارامونت پیکچرز - The Chocolate Soldier – Douglas Shearer, مترو گلدوین مایر - The Devil Pays Off – Charles Lootens, رپابلیک پیکچرز - The Men in Her Life – جان پی. لیوادری, کلمبیا پیکچرز - Topper Returns – Elmer Raguse, هال روچ |
| جایزه اسکار بهترین طراحی صحنه | جایزه اسکار بهترین طراحی صحنه |
| - دره من چه سرسبز بود – کارگردان هنری: Richard Day و نیتن اچ. جوران; Set Decoration: Thomas Little - جلوی سحر را بگیرید – Art Direction: هانس درایر و Robert Usher; Set Decoration: Sam Comer - Sundown – Art Direction: Alexander Golitzen; Set Decoration: Richard Irvine - همشهری کین – Art Direction: Perry Ferguson و Van Nest Polglase; Set Decoration: Al Fields و Darrell Silvera - خانم‌های بازنشسته – Art Direction: Lionel Banks; Set Decoration: George Montgomery - گروهبان یورک – Art Direction: John Hughes; Set Decoration: Fred MacLean - روباه‌های کوچک – Art Direction: Stephen Goosson; Set Decoration: Howard Bristol - آن خانم همیلتون – Art Direction: Vincent Korda; Set Decoration: Julia Heron - Sis Hopkins – N/A (nomination withdrawn) - The Son of Monte Cristo – Art Direction: John DuCasse Schulze; Set Decoration: Edward G. Boyle - When Ladies Meet – Art Direction: سدریک گیبنز و Randall Duell; Set Decoration: Edwin B. Willis - The Flame of New Orleans – Art Direction: Martin Obzina و Jack Otterson; Set Decoration: Russell A. Gausman | - شکوفه در غبار – Art Direction: سدریک گیبنز و Urie McCleary; Set Decoration: Edwin B. Willis - خون و شن – Art Direction: Richard Day و Joseph C. Wright; Set Decoration: Thomas Little - خرید لوئیزیانا – Art Direction: Raoul Pene du Bois; Set Decoration: Stephen A. Seymour |
| جایزه اسکار بهترین فیلمبرداری | جایزه اسکار بهترین فیلمبرداری |
| - دره من چه سرسبز بود – آرتور سی. میلر - همشهری کین – گرگ تولند - آقای جردن وارد می‌شود – جوزف واکر (فیلمبردار) - دکتر جکیل و آقای هاید – جوزف روتنبرگ - جلوی سحر را بگیرید – لئو توور - گروهبان یورک – سول پالیتو - Sun Valley Serenade – ادوارد کرونیاگر - Sundown – چارلز لنگ - آن خانم همیلتون – رودولف ماته - The Chocolate Soldier – کارل فروند | - خون و شن – ارنست پالمر و ری رناهان - Aloma of the South Seas – Wilfred M. Cline, کارل استراس و William Snyder - Billy the Kid – ویلیام وی. اسکال و لئونارد اسمیت - شکوفه در غبار – کارل فروند و دبلیو. هوارد گرین - Dive Bomber – برت گلنن - خرید لوئیزیانا – هری هالنبرگر و ری رناهان |
| جایزه اسکار بهترین تدوین | جایزه اسکار بهترین جلوه‌های تصویری |
| - گروهبان یورک – William Holmes - همشهری کین – رابرت وایز - دره من چه سرسبز بود – جیمز بی. کلارک - دکتر جکیل و آقای هاید – هارولد اف. کرس - روباه‌های کوچک – دنیل مندل | - I Wanted Wings – Photography: Farciot Edouart و Gordon Jennings; Sound: Louis Mesenkop - A Yank in the R.A.F. – Photography: Fred Sersen; Sound: ادموند اچ هانسن - Aloma of the South Seas – Photography: Farciot Edouart و Gordon Jennings; Sound: Louis Mesenkop - Dive Bomber – Photographic: Byron Haskin; Sound: Nathan Levinson (disqualified) - Flight Command – Photography: A. Arnold Gillespie; Sound: Douglas Shearer - زن نامرئی – Photography: John P. Fulton; Sound: جایزه اسکار بهترین جلوه‌های تصویری - آن خانم همیلتون – Photography: Lawrence W. Butler; Sound: William H. Wilmarth - گرگ دریا – Photography: بایرون هاسکین; Sound: نیتن لوینسون - Topper Returns – Photography: Roy Seawright; Sound: Elmer Raguse        |